# Monte Mikeno
El monte Mikeno es un volcán extinto de la cadena volcánica Virunga que con sus 4437  m lo convierte en la segunda más alta después del monte Karisimbi. Se localiza en el parque nacional Virunga en la República Democrática del Congo cerca de la frontera con Ruanda en donde habita el gorila de montaña en grave peligro de extinción.